# 沙洲街道
沙洲街道（さしゅうがいどう）は、南京市建鄴区の街道。現行行政地名は沙洲街道中城社区、沙洲街道中瑞社区などの社区12個がある。

## 行政区画
12社区を管轄する。

## 施設
・介護施設：
・図書館：

### 交通
・地下鉄の駅：

### 教育
・大学：
・中学：
・小学：

### 医療
・病院：

### 娯楽
・体育館：